# Jeff Atwood
Jeff Atwood (1970) es un programador, escritor y emprendedor estadounidense. Escribe el blog de programación Coding Horror. Cofundó el sitio de preguntas y respuestas de programación Stack Overflow y la red Stack Exchange que aplicaba el mismo modelo a otros ámbitos.
Su proyecto más reciente a fecha de 2012 es Discourse, un foro open source.

## Carrera

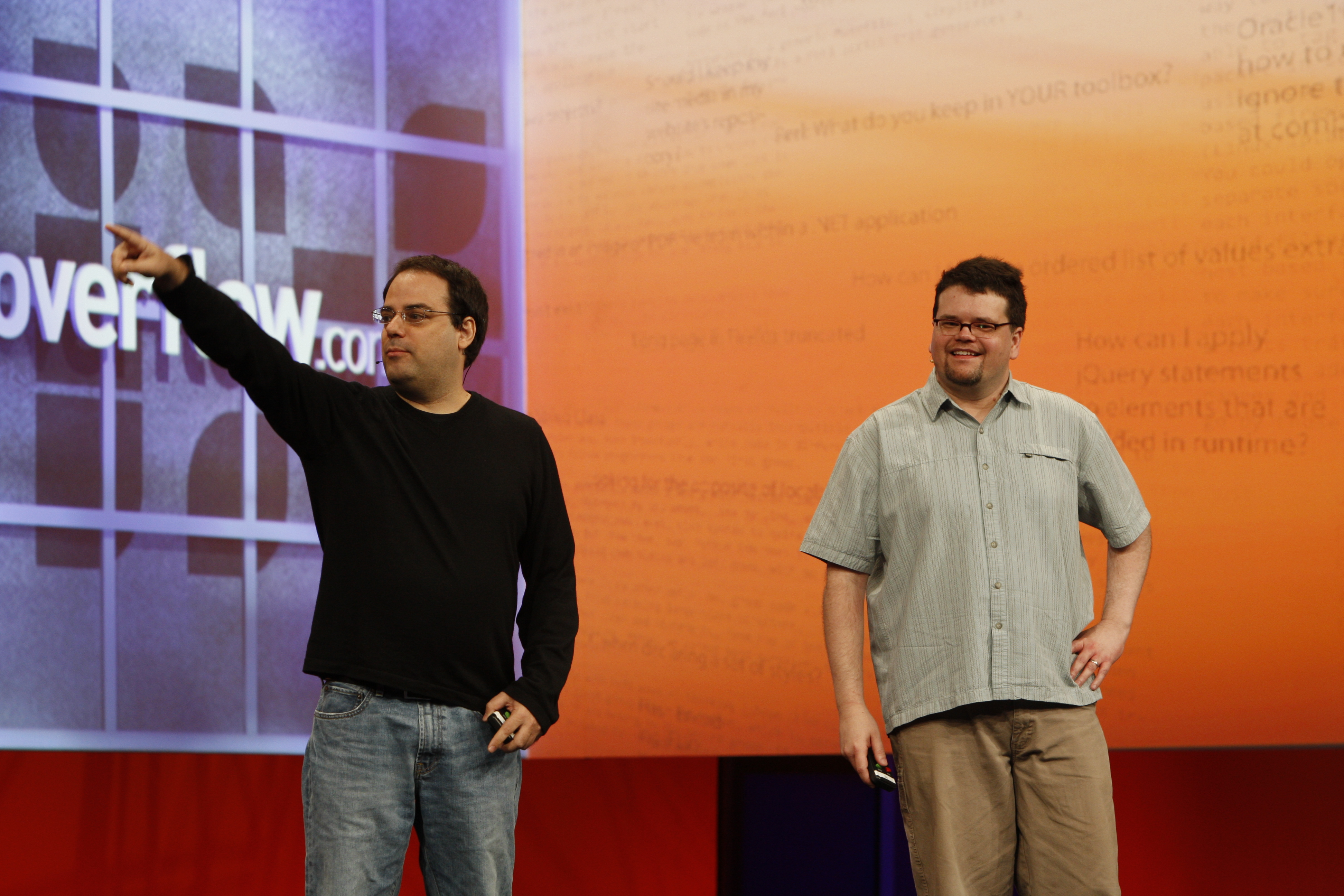
Joel Spolsky y Jeff Atwood en MEZCLA 2009.

Atwood creó el blog Coding Horror en 2004 gracias al cual conoció, entre otros, a Joel Spolsky.
En 2008, junto con Spolsky, Atwood fundó Stack Overflow, una página de preguntas y respuestas sobre programación. Este se hizo rápidamente popular y le sucedieron Server Fault, para los administradores de sistemas y Super User, para preguntas más generales de informática. Con el tiempo aplicaron el mismo modelo a cientos de temas distintos.
De 2008 a 2014, Antwood y Spolsky publicaron un podcast diario en el que cubrían el progreso de Stack Exchange y una gran variedad de problemas relacionados con el desarrollo de software. Jeff fue además presentador de la keynote en 2008 en la Canadian University Software Engineering Conference.
En febrero de 2012, abandonó Stack Exchange para poder dedicar más tiempo a su familia.
El 5 de febrero de 2013 anunció su nueva compañía, Civilized Discourse Construction Kit, Inc. Su producto estrella era una plataforma de discusiones open source llamada Discourse. La desarrolló junto con otros programadores que también estaban frustrados de tener que lidiar con bulletin board, una plataforma de discusiones que apenas ha evolucionado desde su concepción en 1990.
Ese mismo año también lanzó un teclado mecánico llamado CODE.

## Libros
- The ASP.NET 2.0 Anthology: 101 Essential Tips, Tricks & Hacks, by Scott Allen, Jeff Atwood, Wyatt Barnett, Jon Galloway and Phil Haack. ISBN 978-0980285819
- Effective Programming: More Than Writing Code. ISBN 9781478300540